# Chris Budgen
Pas d'image ? Cliquez ici

a Compétitions nationales et continentales officielles uniquement.

Dernière mise à jour le 31 août 2016.
Chris Budgen, né le 21 janvier 1973 à Hamilton (Nouvelle-Zélande), est un joueur de rugby à XV anglais d'origine néo-zélandaise, qui a longtemps joué dans le championnat d'Angleterre avec les Northampton Saints et les Exeter Chiefs, évoluant au poste de pilier (1,75 m pour 130 kg).

## Biographie
Parallèlement à sa carrière de rugbyman professionnel, Chris Budgen a longtemps été militaire dans la British Army au sein du premier bataillon des Royal Welsh.

## Carrière
- 1998-2000 : Bridgend RFC (Welsh Premier Division)  Pays de Galles
- 2000-2001 : Birmingham Solihull (RFU Championship)  Angleterre
- 2001-2008 : Northampton Saints (Premiership)  Angleterre
- 2008-2013 : Exeter Chiefs (Premiership)  Angleterre